# Psychotria boloboensis
Psychotria boloboensis är en måreväxtart som beskrevs av Theodoric Valeton. Psychotria boloboensis ingår i släktet Psychotria och familjen måreväxter.

## Underarter
Arten delas in i följande underarter:
- P. b. balimensis
- P. b. boloboensis